# Stygoparnus comalensis
Stygoparnus comalensis är en skalbaggsart som beskrevs av Barr och Spangler 1992. Stygoparnus comalensis ingår i släktet Stygoparnus och familjen öronbaggar. Inga underarter finns listade i Catalogue of Life.